# Myopordon pulchellum
Myopordon pulchellum là một loài thực vật có hoa trong họ Cúc. Loài này được (C.Winkl. & Barbey) Wagenitz mô tả khoa học đầu tiên năm 1958.